# Comté de Quairading
Le comté de Quairading est une zone d'administration locale au sud-est de l'Australie-Occidentale en Australie. Le comté est situé à environ 170 kilomètres à l'est de Perth, la capitale de l'État. 
Le centre administratif du comté est la ville de Quairading.
Le comté est divisé en un certain nombre de localités:
- Quairading
- Balkuling
- Dangin
- Doodenanning
- Pantapin
- Yoting
- Wamenusking
- South Caroling

Le comté a 9 conseillers locaux et n'est plus divisé en circonscriptions.